# Бокко, Джон
Джон Рафаэль Бокко (англ. John Raphael Bocco; род. 5 августа 1989, Дар-эс-Салам) — танзанийский футболист, полузащитник клуба «Симба» (Дар-эс-Салам) и сборной Танзании.

## Карьера
Бокко начал карьеру в 2008 году в клубе «Азам», с которым в сезоне 2013/14 стал чемпионом Танзании. В 2015 году выиграл Клубный Кубок КЕСАФА, забив гол в финальном матче против «Гор Махиа». В 2017 году перешел в клуб «Симба», с которым четыре года подряд выигрывал чемпионат Танзании.

## Международная карьера
Бокко дебютировал за сборную Танзании 3 июня 2009 года в матче против сборной Новой Зеландии. В 2019 году был включен в состав сборной на Кубок африканских наций 2019, на который Танзания попала впервые за 39 лет. Сыграл три матча на групповом этапе: против Сенегала (0:2), против Кении (2:3), против Алжира (0:3).

## Достижения
«Азам»
- Чемпион Танзании (1): 2013/14
- Обладатель Клубного Кубка КЕСАФА (1): 2015

«Симба»
- Чемпион Танзании (4): 2017/18, 2018/19, 2019/20, 2020/21
- Обладатель Кубка Танзании (2): 2019/20, 2020/21
- Финалист Клубного Кубка КЕСАФА (1): 2018